# Der Geschmack von grünem Tee über Reis
Der Geschmack von grünem Tee über Reis (Originaltitel: japanisch お茶漬の味, Ochazuke no Aji) ist ein japanischer Film aus dem Jahr 1952 des Regisseurs Yasujirō Ozu.

## Handlung

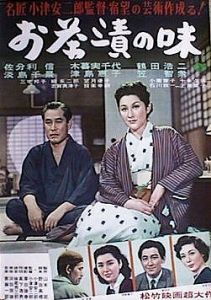

Taeko und Mokichi Satake sind ein kinderloses Ehepaar, das in Tokio lebt. Er ist als Abteilungsleiter in einer Firma für technische Produkte zuständig.
Taekos Freundin Aya überredet Taeko, ihrem Mann mitzuteilen, dass ihre Nichte Setsuko krank sei, sich zur Erholung in einem Onsen aufhielte, und sie sie besuchen müsse. Der Plan geht schief, als Setsuko bei den Satakes auftaucht. Aber Taeko findet mit Takako eine Ersatzkranke und erhält so die Zustimmung ihres Mannes für einen Kurzurlaub im Onsen von Shuzenji. Dort im Hotel amüsieren sich die vier Frauen über den leicht reinzulegenden Mokichi, verspotten ihn als Dummkopf. Sie trinken Sake und singen. Setsuko wird übel.
Setsuko soll sich im Rahmen einer Eheanbahnung, die Mokichis Schwiegereltern arrangiert haben, während eines Kabuki-Besuchs zeigen. Aber Setsuko läuft davon, geht zu ihrem Onkel Mokichi, der sie ins Theater zurückbringt. Sie läuft wieder davon und trifft ihren Onkel bei einem Radrennen, das er sich mit seinem jüngeren Freund Noboru ansieht. Danach gehen sie in eine Pachinko-Halle. Mokichi bittet Noboru, Setsuko nach Hause zu bringen.
Als zu Hause Taeko zum Abendessen kommt, isst Mokichi bereits. Nach kurzer Zeit steht sie auf, ohne etwas gegessen zu haben und geht verärgert auf ihr Zimmer. Sie sprechen sich schließlich aus, wobei er sagt, er sei nun mal so aufgewachsen, beim Essen zu schlürfen, er liebe es, billige Zigaretten zu rauchen und mit dem Zug 3. Klasse zu fahren, zumal er nicht später ankomme, als mit der 1. Sie betont, dass sie einen vornehmeren Lebensstil gewohnt sei und zieht sich zurück.
Taeko verreist für ein paar Tage nach Kōbe. Mokichi erfährt indessen, dass seine Firma ihn von heute auf morgen nach Uruguay senden will. Er teilt seiner Frau dies telegrafisch mit, sie reagiert aber nicht, kehrt erst nach seiner Abreise am Abend zurück.
Mokichi kehrt jedoch auch nach Hause zurück, da sein Flugzeug wegen Schaden umkehren musste. Unvermittelt miteinander konfrontiert beschließen sie, etwas zu essen zu machen. Sie gehen in die Küche, und er schlägt vor, Ochazuke mit grünem Tee zu machen. Sie essen zusammen, und Taeko begreift nun, dass gerade die einfachen Dinge des Lebens, an denen ihr Mann hängt, wichtig sind. Und so finden sie schließlich zusammen.
Der Film endet damit, dass Setsuko und Noboru zusammen die Straße entlang gehen, anscheinend finden sie zueinander.

## Hintergrund
Wie auch in anderen späteren Filmen will Ozu die Zeit festhalten. Man sieht das Tokio um 1952, wo der Wiederaufbau nach dem Kriege weitgehend abgeschlossen ist und wo es nun keine „PX“ mehr im bekannten Wakō-Gebäude gibt. Es war auch die Zeit, als alle japanischen Männer im Sommer das gleiche weiße Hemd und die gleiche graue Hose anhatten, wie man in den Szenen auf dem Baseball-Platz und beim Radrennen sehen kann.
Vergessen ist der Krieg jedoch nicht: Der Besitzer des Pachinko-Ladens, Hirayama, erkennt in Mokichi seinen Vorgesetzten aus dem Krieg. Sogleich erinnert er sich an die Zeit in Singapur, erinnert sich zwar auch an die Toten, aber möchte noch einmal in die Stadt mit ihren Palmen fahren. Mokichi hingegen findet diese oberflächlichen Kriegserinnerungen nicht gut.

## Einzelnachweis
1. ↑  Wie auch in anderen Filmen sucht Ozu für Innenräume Bilder bekannter Künstler seiner Zeit aus: In Taekos Zimmer sieht man ein Frauenbild von Tōgō Seiji.